# Sherri Martel
Sherri Schrull (nacida como Sherri Russell) (8 de febrero de 1958 - 15 de junio de 2007) fue una luchadora profesional y mánager estadounidense, más conocida por Sherri Martel y Sensational Sherri. A lo largo de su carrera, Martel compitió en la American Wrestling Association (AWA) y Extreme Championship Wrestling (ECW) como Sherri Martel, en la World Wrestling Federation (WWF) como Sensational Sherri, Sensational Queen Sherri, Peggy Sue, y Scary Sherri, en World Championship Wrestling (WCW) como Sensuous Sherri y Sister Sherri y una aparición en Total Nonstop Action Wrestling (TNA). 

## Carrera como luchadora

### Inicios
Martel fue introducida a la lucha libre mientras era una niña, cuando su madre la llevaba a ella y su hermana a unos eventos en Misisipi. En 1974, Martel se acercó a Grizzly Smith por consejos para ser una luchadora profesional, pero él cuestionó su convicción y le dijo que volviera con él pasados cinco años cuando fuera una adulta. Posteriormente ella se casó con su segundo marido y dio a luz a su hijo Jared, pero pronto se divorció de su marido. Durante esta época, volvió a interesarse en ser luchadora profesional y buscó entrenamiento de "Mr. Personality" Butch Moore en Memphis, Tennessee. Continuó entrenando en la escuela de Fabulous Moolah, donde Moolah le dio el nombre de Sherri Martel, y la envió a luchar en Japón en 1981. Moolah dice que Martel frecuentaba los clubs nocturnos y le gustaba festejar, lo que hizo que Moolah la expulsara de la escuela.
Tras dejar la escuela, viajó de vuelta a Tennessee. En Memphis, fue manejada por Jim Cornette. Durante una batalla real mixta, Martel sufrió una lesión que la eliminó de la lucha libre temporalmente. Luego trabajó como luchadora y mánager para los Heavenly Bodies (Pat Rose y Tom Prichard).

### World Wrestling Federation / Entertainment (1987-1993, 2005-2006)
Luego de que Randy Savage ganase el King of the Ring, comenzó a acompañar a Macho Man, renombrándose "Macho King". Acompañó durante su feudo con The Ultimate Warrior en 1991. 1992 apareció siendo mánager de Shawn Michaels.
Regresó a la World Wrestling Entertainment apareciendo en el feudo entre Shawn Michaels y Kurt Angle antes de WrestleMania 21. Hizo su regreso en SmackDown! imitando junto a Angle el tema de entrada de Michaels.
Al año siguiente fue inducida al Salón de la Fama por Ted DiBiase.

### Extreme Championship Wrestling (1993 - 1994)
Martel comenzó trabajando para la ECW en 1993 acompañando a Shane Douglas. En November to Remember se enfrentó a Malia Hosaka. Dejó la empresa para ir a la World Championship Wrestling.
Regresó a la ECW acompañando a Shane Douglas & Brian Pillman en su lucha contra Ron Simmons & 2 Cold Scorpio.

### World Championship Wrestling (1994)
Martel apareció en la WCW con el nombre de Sensuous Sherri. Martel acompañó a Ric Flair en su feudo con Sting y Hulk Hogan. En Bash at the Beach interfirió en la lucha de Flair y Hogan. Después Martel acompañó a los Harlem Heat (Booker T & Stevie Ray) donde cambió su nombre a Sister Sherri. Durante el tiempo en que los acompañó ellos ganaron el WCW World Tag Team Championship. Después abandonó la WCW regresando a ECW.
Regresó más tarde donde se involucró en una relación con Col. Robert Parker.

### Circuito Independiente (1994 - 1999)
A principios de 1999, Martel participó en una lucha mixta en parejas donde estaba en juego el Apocalypse Wrestling Federation's Heavyweight Championship. Missy Hyatt cubrió a Martel ganando el título. En octubre de 1999 ella apareció en Heroes of Wrestling acompañando a George Steele en su lucha contra Greg Valentine. También en 1999, ganó el AWA Superstars Women's Championship.

### Total Nonstop Action Wrestling (2006)
Ese mismo año apareció trabajando para la Total Nonstop Action Wrestling siendo mánager de Bobby Roode el 21 de septiembre de 2006 siendo su única aparición en TNA Impact!.

## Muerte
El 15 de junio de 2007, Martel murió en la casa de su madre en McCalla, Alabama, cerca de Birmingham. El 11 de septiembre los investigadores descubrieron que había muerto a causa de una sobredosis de fármacos y en su cuerpo se encontraron restos de varias drogas, entre ellas oxicodona.

## Campeonatos y logros
- American Wrestling Association
  - AWA World Women's Championship (3 veces)
  - AWA Superstars of Wrestling
  - AWA World Women's Championship (1 vez)
- Cauliflower Alley Club
  - Other honoree (1994)
- Women Superstars Uncensored
  - WSU Hall of Fame (2009)
- World Wrestling Federation/Entertainment
  - WWF Women's Championship (1 vez)
  - WWE Hall of Fame (Clase 2006)
- Professional Wrestling Hall of Fame
  - Class of 2014[3]
- Wrestling Observer Newsletter awards
  - Manager of the Year (1991)